# Castelo Fa'side

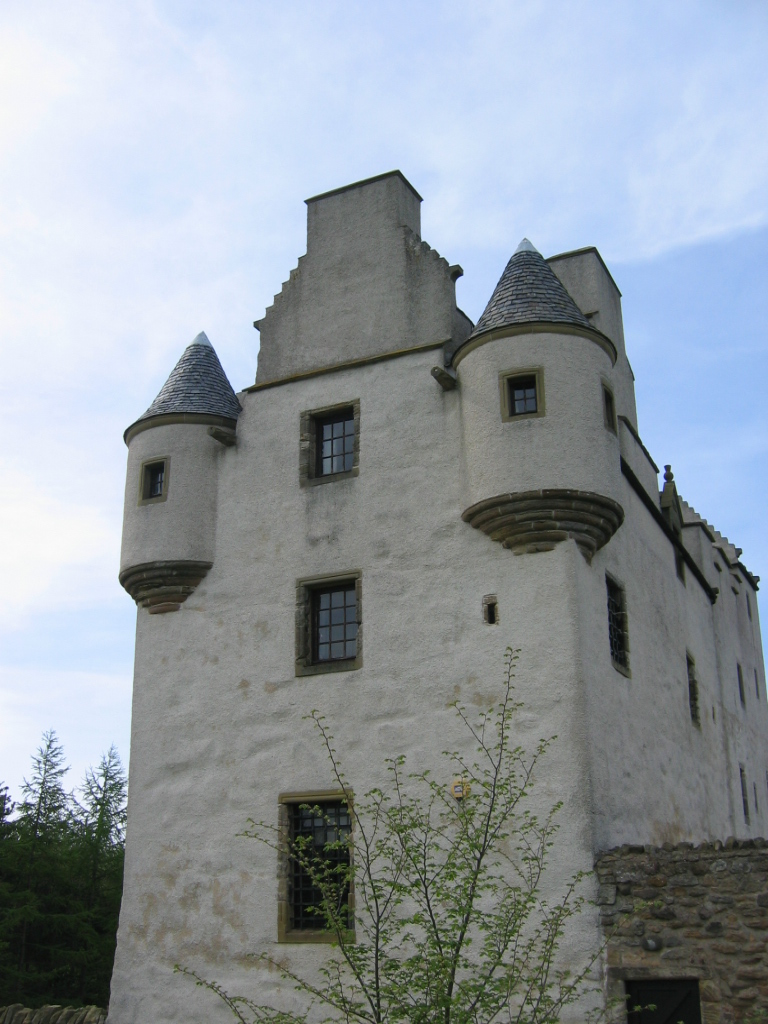
Castelo Fa'side, lado sudoeste, Escócia.

O Castelo Fa'side (em inglês:  Fa'side Castle, também conhecido como Castelo Faswside ou Castelo Fallside) é um castelo localizado em Tranent, East Lothian, Escócia.
Encontra-se classificado na categoria "B" do "listed building" desde 5 de fevereiro de 1971.